# Jet Lag (chanson)
Pour les articles homonymes, voir Jet Lag.
Singles par Simple Plan
Can't Keep My Hands off You
(2011) Astronaut
(2011)
Singles par Natasha Bedingfield
Strip Me
(2010) Easy (en)
(2011)
Jet Lag est une chanson interprétée par le groupe canadien Simple Plan. Elle a été présentée le 25 avril 2011, c'est le deuxième single de leur quatrième album studio Get Your Heart On!. Il existe cinq versions de la chanson, une version indonésienne avec le groupe KOTAK une version en chinois avec la chanteuse chinoise Kelly-Cha, une autre avec la chanteuse québécoise Marie-Mai et une avec Cœur de pirate, les deux alternant français et anglais et l'une mettant en duo avec la chanteuse britannique Natasha Bedingfield, entièrement en anglais

## Paroles de la chanson
Les paroles de la chanson évoquent l'amour à distance de la 4 facons à Indonesie mason Tantri Syalindri Ichlasari chanson le groupe Simple Plan, à boite de nuit et cour Kelly Cha, une avec chambre d'hôtel quebecoise Marie Mai "Marie-Mai" Bouchard et avec chambre d'hôtel entièrement en anglais britannique Natasha Anne Bedingfield.

## Classements et certifications

### Classement hebdomadaire
| Classement (2011)                      | Meilleure position |
| -------------------------------------- | ------------------ |
| Allemagne (Media Control AG)           | 59                 |
| Australie (ARIA)                       | 8                  |
| Belgique (Flandre Ultratop 50 Singles) | 47                 |
| Canada (Hot 100)                       | 11                 |
| États-Unis (Adult Pop Songs)           | 25                 |
| France (SNEP)                          | 11                 |
| Japon (Hot 100)                        | 14                 |
| Pays-Bas (Single Top 100)              | 81                 |
| Suisse (Schweizer Hitparade)           | 54                 |

### Certifications
| Pays                  | Certifications | Ventes/Équivalences |
| --------------------- | -------------- | ------------------- |
| Australie (ARIA)      | 2 × Platine    | 140 000             |
| Canada (Music Canada) | Platine        | 80 000              |

## Historique de sortie
| Région     | Date              | Format                 |
| ---------- | ----------------- | ---------------------- |
| États-Unis | 25 avril, 2011    | Téléchargement, single |
| Canada     | 25 avril, 2011    | Téléchargement, single |
| États-Unis | 16 août, 2011     | Mainstream radio       |
| Indonésie  | 28 décembre, 2011 |                        |
| Indonésie  | 14 janvier, 2012  |                        |
| Malaisie   | 26 janvier, 2012  |                        |